# Robert Guttmann
Robert Guttmann (20. dubna 1880, Sušice – 14. března 1942, Lodž, Polsko) byl židovský naivní malíř, žijící a tvořící v Praze.

## Život
Dětství strávil Robert Guttmann v rodné Sušici, do české obecné školy chodil v Plané nad Lužnicí. Dva roky studoval na reálce v Českých Budějovicích, po opakovaných konfliktech byl vzat otcem domů, kde se měl připravovat na kupecké povolání. Více se však věnoval toulkám přírodou, od dětství měl rád květiny a zvířata, především koně. Pro jeho zasněnou povahu mu tehdy začali říkat „vesnický poeta”.
Roku 1895 přišel Guttmann do Prahy, kde navštěvoval Bergmannovu obchodní školu. Nečekaně prý dostal nádherný basbaryton a chtěl se stát kantorem v synagoze. Věnoval se také cvičení a snil o tom, že se jednou stane olympionikem; několik let navštěvoval soukromou malířskou školu krajináře Aloise Kirniga. Všechny jeho zájmy však zatlačilo do pozadí setkání se vznikajícím židovským národním hnutím, které se stalo nejsilnějším zážitkem jeho života. Chodil na přednášky do studentského spolku „Makkabi” (založeného 1893) a léta 1896 přečetl jedním dechem spis Theodora Herzla Židovský stát. V roce 1897 navštívil pěšky I. sionistický kongres v Basileji, do roku 1925 pak většinu sionistických kongresů v různých městech Evropy.[nedostupný zdroj]
V roce 1923 věnoval Guttmann soubor svých prací prezidentu T. G. Masarykovi a později k nim připojil i alegorický čestný diplom. Roku 1925 se oženil.[nedostupný zdroj]
V meziválečné Praze přinášela řada pražských listů občas Guttmannovy komentáře, fotografie, vlastní nebo cizí karikatury a reprodukce jeho obrazů. V umění odmítal pouhou reprodukci skutečnosti a hájil právo na vlastní tvůrčí projev: „Jsem absolutně nezávislý a šťasten, že jsem unikl školskému mistrování a že se mohu svobodně vyžít a vyzuřit!”[nedostupný zdroj]
V létě vyrážel na dálkové pochody na sionistické kongresy nebo pěšky křižoval republiku od Karlových Varů až po Košice a Mukačevo. Často pobýval v lázeňských střediscích, kde portrétoval hosty nebo prodával své vlastní karikatury. Nejraději však navštěvoval sionistické organizace na Slovensku a tradiční židovské obce na Podkarpatské Rusi.[nedostupný zdroj]
Po okupaci Československa v březnu 1939 Guttmann ztratil svůj svět, mohl navštěvovat pouze „židovskou” kavárnu Roxy v Dlouhé ulici, většinou však zůstával uzavřen ve své komůrce nad archivem výstřižků a kreseb, které mu připomínaly šťastnější doby. Podle vzpomínek namaloval ještě v letech 1939 až 1941 zářivými barvami své poslední obrazy, až na výjimky jediné, které se dochovaly.[nedostupný zdroj]
Byl zařazen do prvního transportu, vypraveného z Prahy do lodžského ghetta 16. října 1941; život v něm byl pro světoběžníka, který pěšky prošel půl Evropy, nesnesitelný – propadl naprosté apatii. Zemřel zde hlady 12. března 1942.

## Galerie

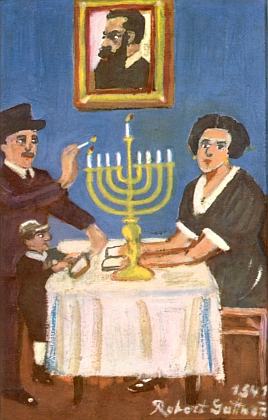
Robert Guttmann – „Chanuka“ (1941)
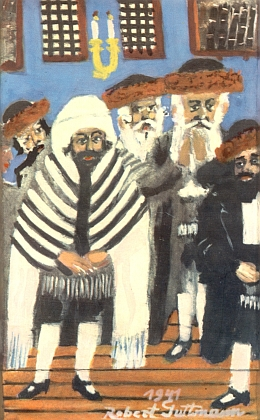
Robert Guttmann – Karpatoruští Židé v synagoze (1941)
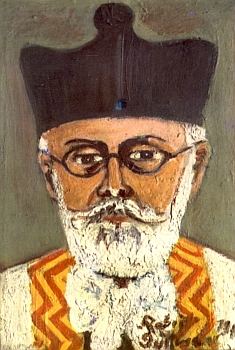
Robert Guttmann – portrét rabína Aladara Deutsche (1941)
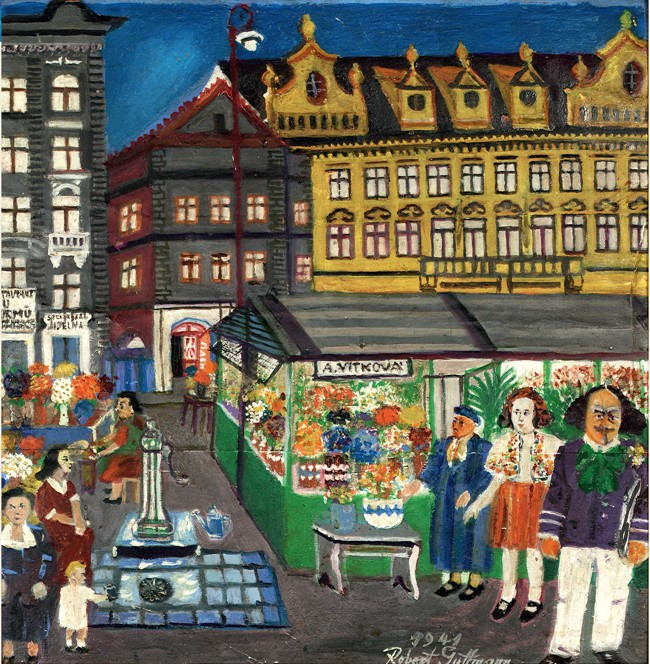
Robert Guttmann – autoportrét na pražském Uhelném trhu (1941)

## Galerie Roberta Guttmanna
V roce 2001 byla při Židovském muzeu v Praze otevřena galerie nesoucí Guttmannovo jméno; svou činnost tehdy zahájila výstavou jeho prací.